# Várpalota
Várpalota [ˈvaːrpɒlotɒ] (deutsch Burgschloß) ist eine ungarische  Stadt im gleichnamigen Kreis  im Komitat Veszprém. Zur Stadt gehört der östlich gelegene Ortsteil Inota, der 1951 eingemeindet wurde.

## Geografische Lage
Várpalota liegt am Ostabfall des Bakonywalds,  etwa 75 Kilometer südwestlich der Hauptstadt Budapest und 21 Kilometer nordöstlich des Komitatssitzes Veszprém.  Das nordöstliche Ufer des Balaton befindet sich 15 bis 20 Kilometer südlich der Stadt.
Die Fläche der Stadtgemeinde beträgt 77,26 km².

## Geschichte

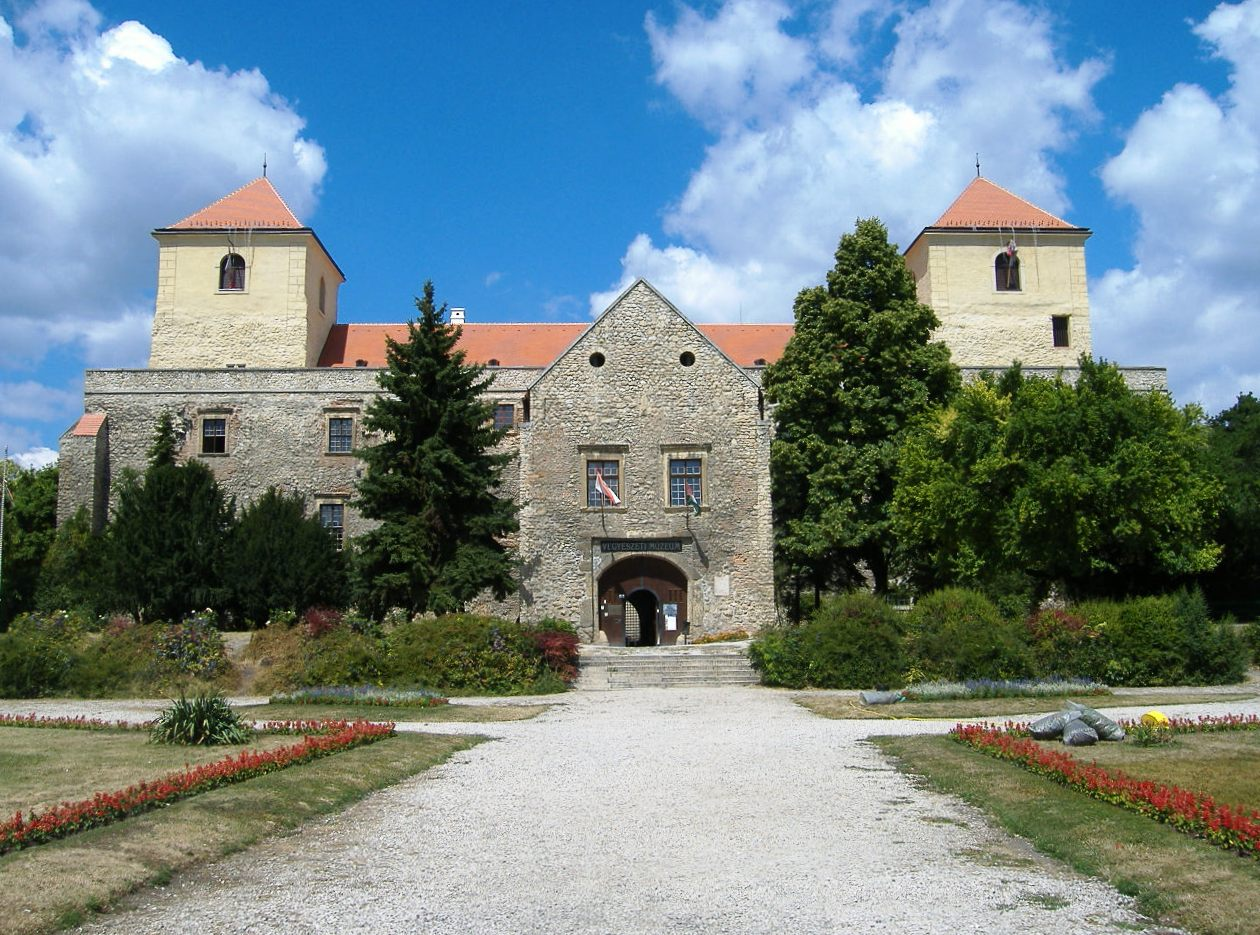
Schloss Thury

Die Geschichte von Várpalota war über viele Jahrhunderte von der Geschichte der dort errichteten Burg geprägt. Diese, Thury Vár oder auch Zichy Vár (nach einer späteren Besitzerfamilie) genannt, hat eine sehr wechselvolle Geschichte. 1439/45 erfolgte der Bau der Burg unter Miklós Ujlaki; 1445 wurde sie erstmals urkundlich erwähnt. 1524 fiel sie erstmals an die Türken, 1546 wurde sie wieder ungarisch. In der Folge wechselten sich türkische und ungarische Herrschaft ab. 1549 und 1566, 1568 und 1603 konnten türkische Belagerungen abgewehrt werden. Legendär wurde die Belagerung von 1566, als der 1558 zum Burghauptmann ernannte György Thury mit etwa 500 Verteidigern einer zwanzigtägigen Belagerung durch rund 8000 Mann unter Arslan, dem Pascha von Budapest, erfolgreich widerstand. 1593 bis 1598 und 1605 bis 1687 war die Festung in türkischem Besitz. Nach dem Zusammenbruch der türkischen Herrschaft in Ungarn im Gefolge der Niederlage vor Wien (1683) spielte die Burg noch einmal eine militärische Rolle beim ungarischen Aufstand des Fürsten Ferenc Rákoczi. Nach Niederschlagung des Aufstands wurden Teile der Burg abgerissen.
Den Aufstieg der Stadt im 18. Jahrhundert und die Vielfalt ihrer Bevölkerung belegen die 1743 errichtete katholische Kirche, die lutherische Kirche von 1780, die calvinistische Kirche von 1788 und die 1840 errichtete Synagoge. Diese entstand an der Stelle einer zu klein gewordenen ersten Synagoge aus der Mitte des 18. Jahrhunderts.
1876 begann man hier mit dem Abbau von Braunkohle. 1951 wurden die Gemeinden Várpalota, Pétfürdő und Inota zur Stadt Várpalota zusammengefasst und in der Folge der Bergbau und die Aluminiumindustrie ausgebaut sowie ein Wärmekraftwerk errichtet. Nach der Wende kam es jedoch zum Niedergang der Leitbetriebe.

## Einwohnerentwicklung
- 1941: 08.807
- 1985: 28.531
- 1990: 26.928
- 2001: 21.779
- 2006: 21.203

## Wirtschaft
Zu sozialistischen Zeiten war Várpalota ein wichtiger Bergbau- und Industriestandort.
Nach 1990 setzte ein wirtschaftlicher Niedergang ein, alle Minen wurden geschlossen. Eine gewisse Bedeutung haben – jedoch weniger als früher – die Aluminiumverarbeitung und die chemische Industrie.
Der Rüstungskonzern Rheinmetall plant dort den Bau einer neuen Munitionsfabrik.

## Städtepartnerschaften
- Fermo in Italien
- Kremnica in der Slowakei
- Wolfsberg in Österreich
- Dobrova-Polhov Gradec in Slowenien

## Persönlichkeiten
- Jusztin Baranyay (1887–1956), Zisterzienser und Hochschullehrer
- Patrik Ligetvári (* 1996), Handballspieler

## Fotos

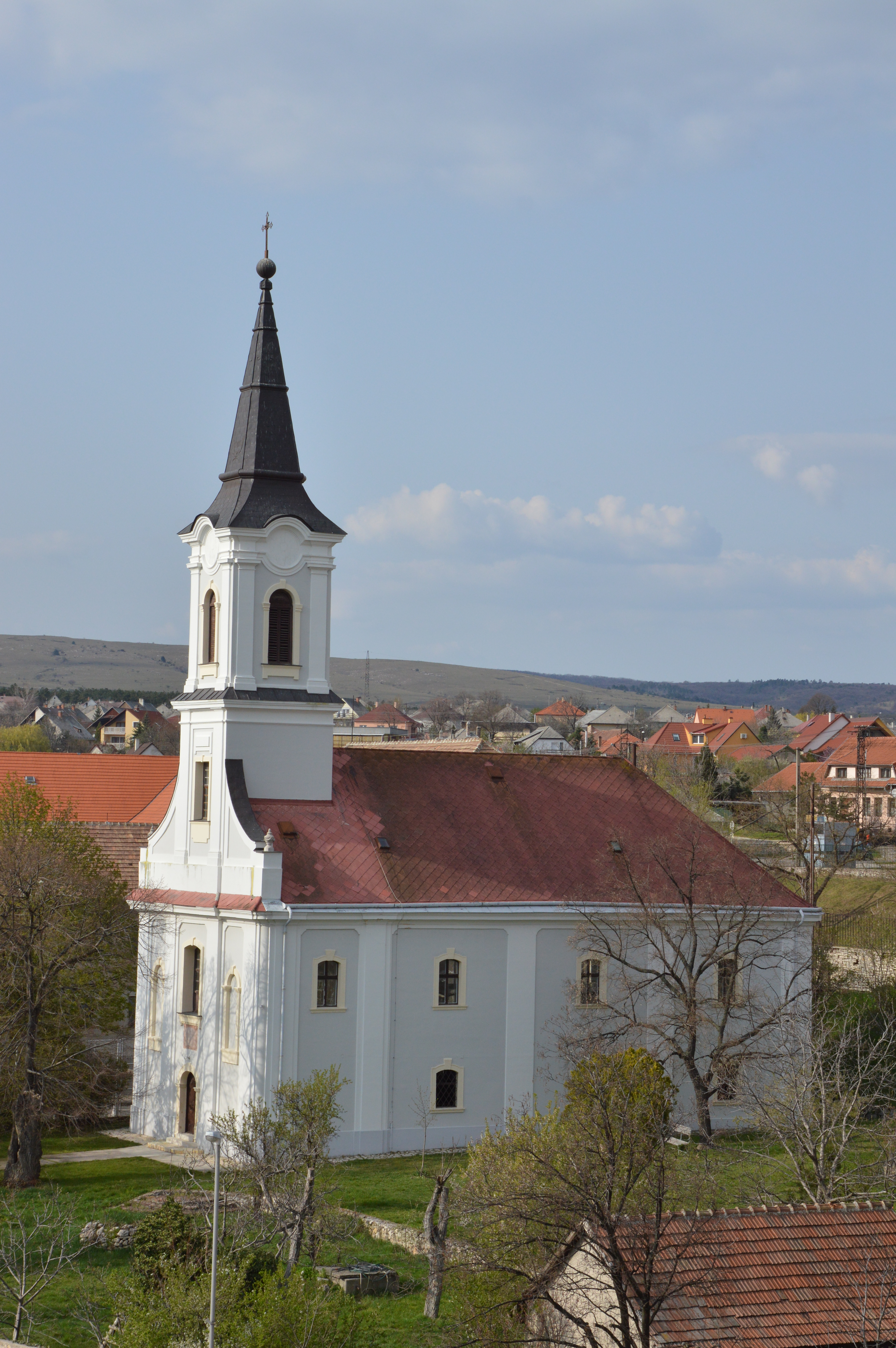
Evangelische Kirche
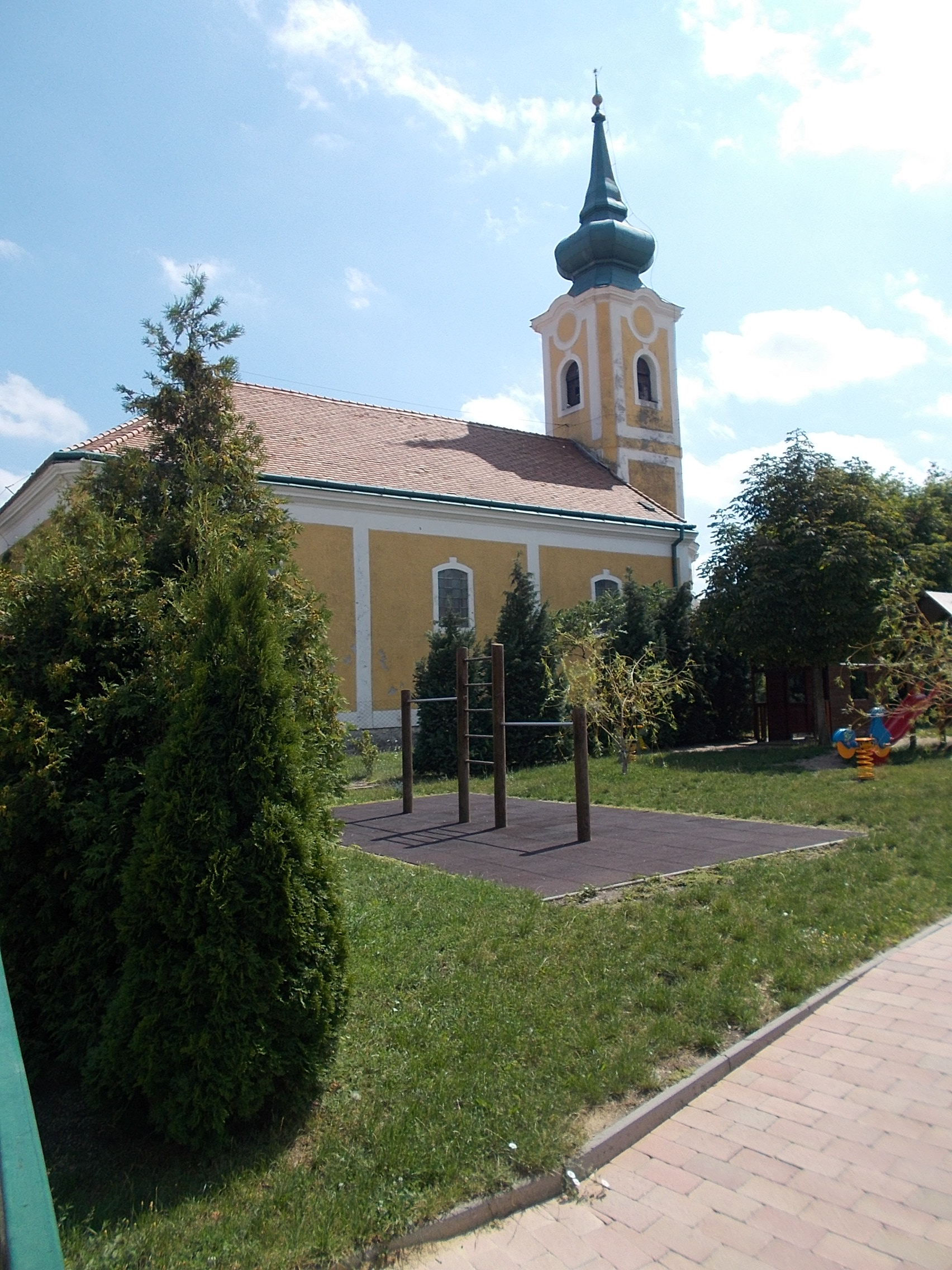
Reformierte Kirche
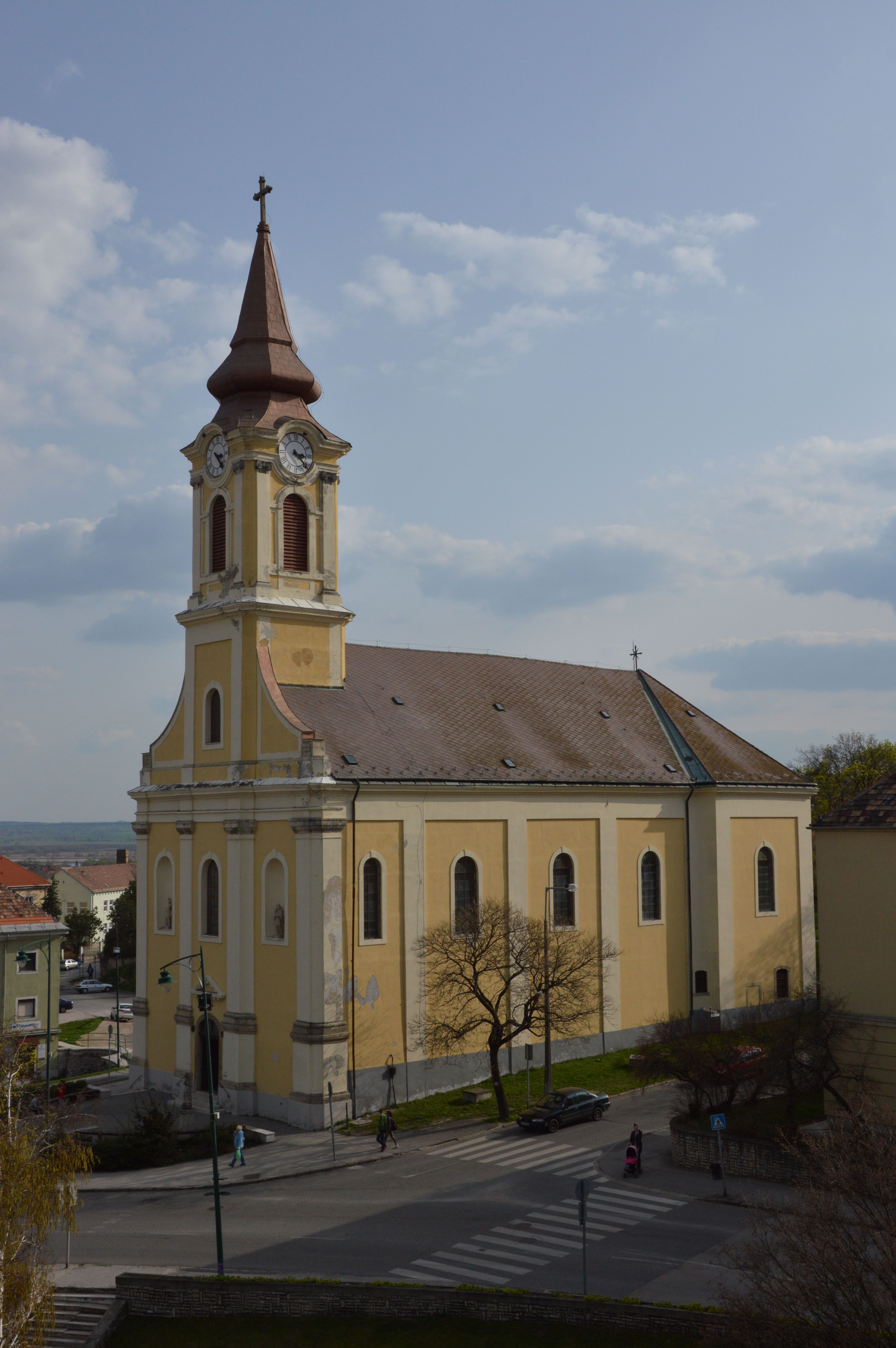
Röm.-kath. Kirche Nagyboldogasszony
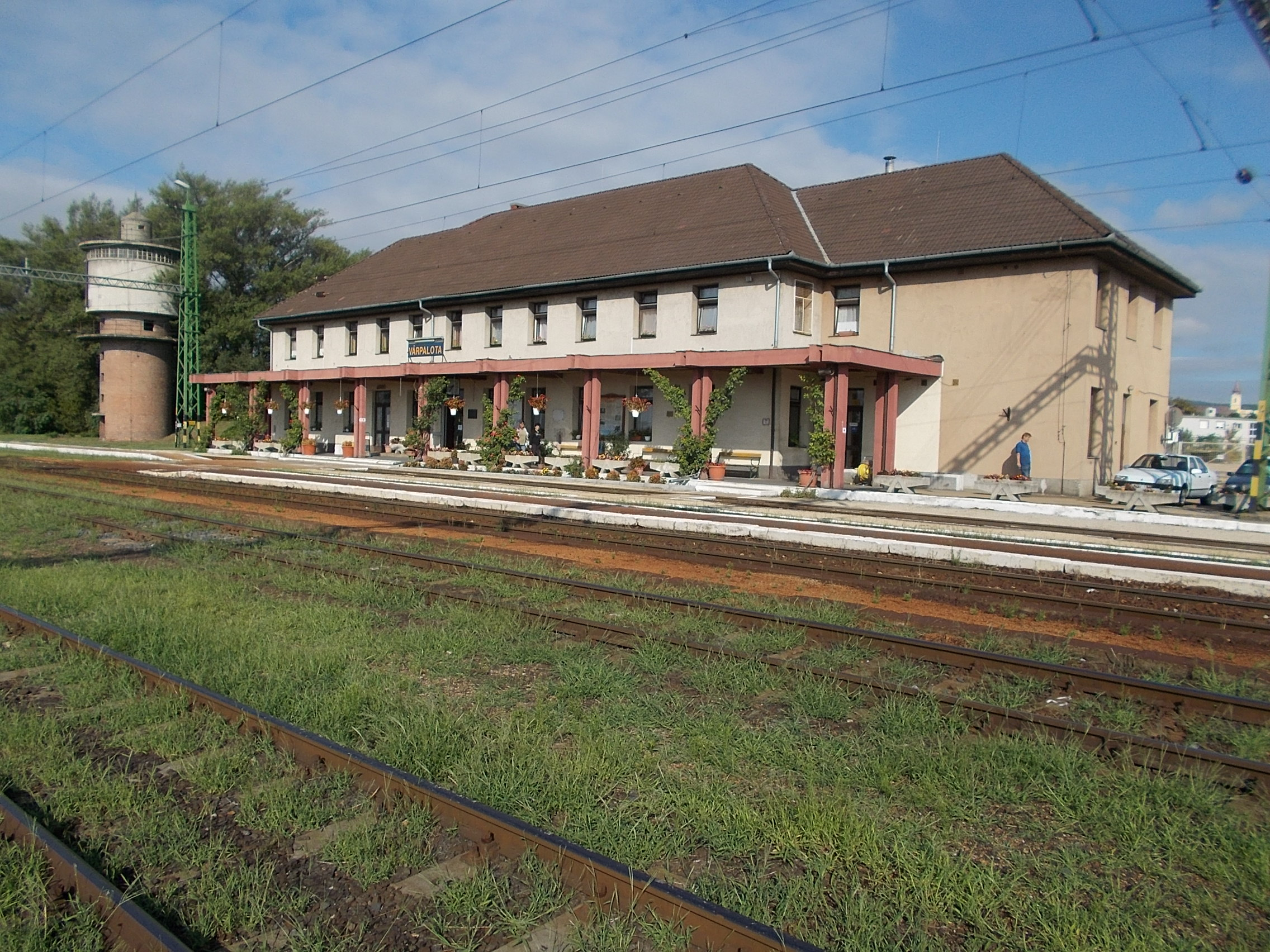
Bahnhof Várpalota

## Verkehr
Durch Várpalota verlaufen die Hauptstraße Nr. 8 und die Landstraße Nr. 7204. Es bestehen Zugverbindungen zum Budapester Südbahnhof sowie nach Szombathely und
Zalaegerszeg.